# Assistant en soins et santé communautaire
Assistant(e) en soins et santé communautaire (ASSC) est un(e) professionnel(le) de la santé qualifié(e) CFC. Ils/elles sont issu(e)s d’une formation suisse. L’ASSC collabore avec l’équipe soignante et pluridisciplinaire. Elle a été dénommée ainsi par une ordonnance fédérale suisse[1].

## Profil de la profession
Le champ spécifique de l'ASSC se situe auprès de l'ensemble de la population, toutes catégories confondues. L’ASSC prodigue des soins dans les domaines palliatifs, curatifs, préventifs, psychiques, handicap et social.  Les ASSC maîtrisent et réalisent une large palette d’actes médicaux techniques, tels que les pansements, les prélèvements sanguins, les prises de constantes, les soins d’hygiène, la pose de sondes urinaires, l’administration de médicaments par différentes voies, ou encore le suivi de pathologies chroniques. Leur pratique repose sur une connaissance approfondie des protocoles en vigueur, qu’ils/elles appliquent avec rigueur, conformément aux prescriptions médicales.Sur délégation du médecin, les ASSC interviennent de manière autonome dans le cadre de leurs compétences et assument une responsabilité professionnelle majeure.Ils/elles veillent au bien-être physique, psychique et social des patient·e·s, en organisant des activités adaptées, tout en restant à l’écoute de leurs besoins, de leurs habitudes et de leur dignité dans divers secteurs 
- EMS
- Soins à domicile
- Hôpitaux/Cliniques
- Cliniques psychiatriques
- Secteur social : foyers (handicap, addictions, polyhandicap)
- Secteurs ambulatoires : cabinets de médecins, permanences médicales / polycliniques
- Milieu carcéral
L’ASSC est responsable et autonome dans les soins. Les actes médico-techniques accomplis par l'ASSC sont conditionnés au préalable par une prescription médicale.

## Profil de qualification de l’ASSC
Le profil de qualification s’articule autour de 8 domaines dans lesquels les compétences professionnelles de l'ASSC sont exercées.
A. Professionnalisme et orientation client
B. Soins et assistance
C. Crises, urgences et situations exigeantes
D. Actes médicaux-techniques
E. Maintien de la santé, promotion de la santé et hygiène
F. Organisation de la vie quotidienne
G. Intendance
H. Administration et logistique

## Formation
Dans le système de formation suisse, la formation d’ASSC se situe au degré secondaire II.
La nouvelle ordonnance sur la formation professionnelle initiale (plus connue sous le terme d’apprentissage) ainsi que  le plan de formation d’assistant/e en soins et santé communautaire (ASSC) sont entrés en vigueur le 1.1.2017.
L’ordonnance définit notamment les éléments fondamentaux de la profession, les exigences minimales posées aux formateurs, le nombre maximal des personnes en formation et la procédure de qualification.
Font partie des formations professionnelles initiales les formations qui peuvent être suivies après la scolarité obligatoire de 9 ans. La formation professionnelle initiale dure, en règle générale, de 2 à 4 ans :
- La formation professionnelle initiale de deux ans s’achève en règle générale par un examen qui donne droit à l’attestation fédérale de formation professionnelle. Elle est organisée de sorte que les offres tiennent particulièrement compte des besoins individuels des personnes en formation (LFPr, art. 17, al. 2).
- La formation professionnelle initiale de trois ou quatre ans s’achève en règle générale par un examen de fin d’apprentissage qui donne droit au certificat fédéral de capacité (LFPr, art. 17, al. 3).
- Le certificat fédéral de capacité et une attestation de formation générale approfondie donnent droit à la maturité professionnelle (LFPr, art. 17, al. 4).

La formation peut s’effectuer de deux manières :
1. Mode École professionnelle dual : la formation (apprentissage) a lieu dans une entreprise formatrice ou un réseau d’entreprises formatrices
2. Dans d'une école professionnelle : l’école se chargeant de trouver des lieux de pratiques professionnelles sous forme de stages en entreprises.

Pour les deux voies, les nombres d’heures et les contenus des cours théoriques sont identiques.

## Historique de la profession
La formation des ASSC fut d’abord confiée à la Croix-Rouge. A l’entrée en vigueur de la Loi sur la formation professionnelle (LFPr) en 2004, elle a été transférée à la Confédération, aux cantons et aux organisations du monde du travail : désormais, la formation est sanctionnée d’un CFC et non plus d’une simple attestation.
Les compétences des ASSC sont attestées par ordonnance fédéral: Secrétariat d’Etat à la formation, à la recherche et à l’innovation (SEFRI)
Cette formation de soignants doit répondre à la demande croissante de personnel qualifié pour les institutions pour personnes âgées, les services de soins à domicile, les institutions hospitalières et les centres médico-sociaux. 
Elle permet, avec la maturité professionnelle, d’évoluer vers les formations professionnelles supérieures au niveau tertiaire. 
En Suisse, seuls deux tiers du personnel de santé nécessaire sont aujourd’hui formés. C’est la conclusion à laquelle parvient un rapport commandé par la Conférence suisse des directeurs de la santé (CDS) et l’organisation faîtière de la branche pour la formation professionnelle, OdASanté.
Des effectifs suffisants ne peuvent être garantis à long terme que si l’activité de formation est stimulée et si des mesures pour conserver le personnel sont rapidement introduites.

## ASSC Genève
1. ↑  www.odasante.ch
2. ↑  OdASanté
3. ↑  Présentation de la Conférence suisse des directeurs de la santé (CDS) sur le site Internet de la Conférence des gouvernements cantonaux (CdC)